# Cevdet Yılmaz

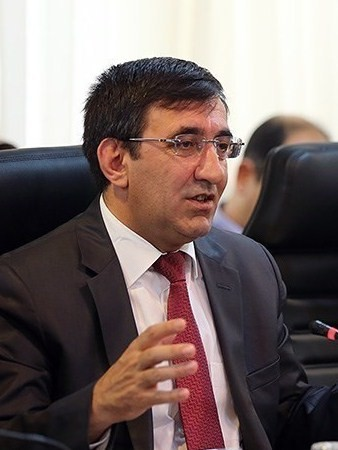
Cevdet Yılmaz

Cevdet Yılmaz (* 1. April 1967 in Bingöl)  ist ein türkischer Politiker der Partei für Gerechtigkeit und Aufschwung (AKP) und seit dem 3. Juni 2023 Vizepräsident der Republik Türkei.

## Leben
Yilmaz studierte an der verwaltungswissenschaftlichen Fakultät der Technischen Universität des Nahen Ostens. Seinen Master machte er an der University of Denver und den Doktor an der Bilkent-Universität. Anschließend arbeitete Yılmaz im Staatlichen Planungsamt, u. a. als Abteilungsleiter.
Yılmaz wurde 2007 Abgeordneter der Großen Nationalversammlung der Türkei und war vom 1. Mai 2009 bis 6. Juli 2011 als verantwortlicher Staatsminister für das Südostanatolien-Projekt. Seit 6. Juli 2011 war er Minister für Entwicklung in der Türkei. Im seit Mai 2016 amtierenden Kabinett Yıldırım wurde er durch seinen Parteifreund Lütfi Elvan ersetzt. Am 3. Juni 2023 wurde er im Kabinett Erdoğan V zum Vizepräsidenten berufen.